# Gradska nogometna liga NP Osijek 1. razred 1955./56.
Podsavezna nogometna liga NP Osijek se od sezone 1954./55. je bila podjeljena u dvije skupine: pokrajinsku i gradsku ligu. Posljednjeplasirani klubovi su bili relegirani u gradsku ligu 2. razred. Prvak Podsaveza je dobiven turnirom između dva prvoplasirana kluba iz podsavezne grupe i prvoplasiranog iz gradske lige, te je prvak podsaveza sudjelovao u kvalifikacijama za ulazak u viši rang (3. zonu).

## Tablica
| Mj. | Klub                  | Sus.                                             | Pobj.                                            | Ner.                                             | Por.                                             | GR.                                              | Bod.                                             |
| --- | --------------------- | ------------------------------------------------ | ------------------------------------------------ | ------------------------------------------------ | ------------------------------------------------ | ------------------------------------------------ | ------------------------------------------------ |
| 1.  | NK Grafičar Osijek    | 14                                               | 12                                               | 1                                                | 1                                                | 66:15                                            | 25                                               |
| 2.  | NK Metalac Osijek     | 14                                               | 10                                               | 3                                                | 1                                                | 43:15                                            | 23                                               |
| 3.  | NK Hajduk Osijek      | 14                                               | 9                                                | 1                                                | 4                                                | 39:18                                            | 19                                               |
| 4.  | NK Drvodjelac Osijek  | 14                                               | 6                                                | 4                                                | 4                                                | 29:23                                            | 16                                               |
| 5.  | NK Olimpija Osijek    | 14                                               | 6                                                | 2                                                | 6                                                | 42:32                                            | 14                                               |
| 6.  | NK Željezničar Osijek | 14                                               | 3                                                | 1                                                | 10                                               | 13:54                                            | 7                                                |
| 7.  | SD Zadrugar Osijek    | 14                                               | 3                                                | 0                                                | 11                                               | 19:59                                            | 6                                                |
| 8.  | NK Radnički Osijek    | 14                                               | 0                                                | 2                                                | 12                                               | 16:51                                            | 2                                                |
|     | TANK Tenja            | isključen iz prvenstva u prvom dijelu natjecanja | isključen iz prvenstva u prvom dijelu natjecanja | isključen iz prvenstva u prvom dijelu natjecanja | isključen iz prvenstva u prvom dijelu natjecanja | isključen iz prvenstva u prvom dijelu natjecanja | isključen iz prvenstva u prvom dijelu natjecanja |

## Turnir za prvaka podsaveza
| Mj. | Klub                        | Sus. | Pobj. | Ner. | Por. | GR.  | Bod. |
| --- | --------------------------- | ---- | ----- | ---- | ---- | ---- | ---- |
| 1.  | NK Šparta Beli Manastir     | 4    | 3     | 1    | 0    | 21:4 | 7    |
| 2.  | NK Grafičar Osijek          | 4    | 1     | 1    | 2    | 7:9  | 3    |
| 3.  | NK Jedinstvo Donji Miholjac | 4    | 1     | 0    | 3    | 1:16 | 2    |